# Bruno Taut
Bruno Julius Florian Taut (né le 4 mai 1880 à Königsberg (province de Prusse-Orientale), et mort le 24 décembre 1938 à Istanbul) est un architecte, un urbaniste et un auteur allemand prolifique, très actif lors de la république de Weimar. Il était le frère de Max Taut, lui aussi architecte.

## Biographie
Bruno Taut est mieux connu en dehors de l’Allemagne pour son travail théorique, ses écrits spéculatifs et sa poignée de bâtiments construits lors d’expositions. Le plus connu de ses bâtiments est le pavillon de verre pour l’exposition du Deutscher Werkbund  à Cologne en 1914. Ses croquis pour une architecture alpine en 1917 résultent du travail visionnaire nourri d’une vision utopiste assumée. Il est aussi bien rangé parmi les architectes modernes que parmi les expressionnistes.
Sa réputation ne reflète pas exactement l’intégralité de sa production et ses réalisations sociales et pratiques.
Après avoir été formé à Berlin et avoir rejoint l’agence de Theodor Fischer à Stuttgart, Bruno Taut ouvrit sa propre agence à Berlin en 1910. Son confrère plus âgé Hermann Muthesius lui suggéra de faire un voyage d’étude en Angleterre pour comprendre la démarche des cités-jardins. Ce voyage eut un impact durable sur lui. Muthesius le présenta aussi à quelques figures importantes du Deutscher Werkbund dont Walter Gropius. Bruno Taut avait des penchants socialistes, et, avant la Première Guerre mondiale, ceux-ci nuisirent à sa progression professionnelle.
Après la guerre, Bruno Taut acheva deux projets d’habitation à Magdebourg de 1912 à 1915, directement influencés par un fonctionnalisme humain et des solutions d’ordre urbain venant des idées des cités-jardins. Il officia en tant qu’urbaniste de la ville de Magdebourg de 1921 à 1923.
En 1924, il fut nommé architecte en chef de GEHAG (de), une entreprise de promotion immobilière privée, et dessina plusieurs grands lotissements (Gross-Siedlungen) à Berlin qui eurent du succès, notamment le Hufeisensiedlung (la cité du fer à cheval) en 1925, appelé ainsi en raison de sa configuration autour d’une mare, et la résidence de l’Onkel-Toms Hütte (la case de l’oncle Tom) en 1926 à Zehlendorf, nom étrange dû à un restaurant du coin établi dans un épais bosquet d’arbres. La conception se distingue par des toits plats modernes, des accès charitables au soleil, à l’air, aux jardins, et une offre de services généreuse tels le gaz, la lumière électrique et des salles de bain. Les critiques émanant des esprits de droite se plaignaient que ces résidences étaient trop opulentes pour des « gens simples ». Gustav Böss, le maire progressiste de Berlin, le défendit : « Nous voulons tirer les couches les plus basses de la société vers le haut. »
L’équipe de Taut livra plus de 12 000 habitations entre 1924 et 1931. Le GEHAG est toujours en activité, et il a comme logo un fer à cheval en référence à Taut.
Bruno Taut travailla en Union soviétique en 1932 et 1933, et rentra chez lui en février 1933 dans un contexte politique très hostile. Il s’enfuit en Suisse, puis à Takasaki au Japon où il produisit trois importants livres sur la culture et l’architecture japonaise, et produit un travail d’ameublement et d’aménagement d’intérieurs.
Ayant reçu la proposition d’un poste de professeur d’architecture à l’Académie d’État d’Arts plastiques d’Istanbul, Bruno Taut déménagea en Turquie en 1936. Avant sa mort prématurée en 1938, il écrivit au moins un autre livre et, après avoir été commissionné par le ministère de l’Éducation turc, il dessina beaucoup d’équipements pour ce ministère à Ankara, Izmir et Trabzon (Trébizonde). Les plus remarquables sont sans doute la Faculté des langues, d’histoire et de géographie de l’université d'Ankara, la Haute École Atatürk d’Ankara et la Haute École de Trébizonde. La dernière œuvre, un mois avant sa mort, fut le catafalque utilisé lors des funérailles nationales de Mustafa Kemal Atatürk le 21 novembre 1938 à Ankara.
Peintre durant toute sa vie, Bruno Taut est un cas rare parmi ses contemporains européens modernistes à avoir porté un culte à la couleur. Il appliqua des couleurs vives et éclatantes à sa première commande importante en 1912, la résidence Falkenberg à Berlin, qui est connu depuis sous le nom de résidence des pots de peinture. Le pavillon de verre en 1914, connu grâce à des publications en noir et blanc, était aussi vivement coloré. Ce qui distingue Taut de ses contemporains modernistes ne fut jamais plus évident que lors de l'exposition du Weißenhofsiedlung de Stuttgart : en parfait contraste avec les propositions d'un pur blanc immaculé de Mies van der Rohe, Le Corbusier et Walter Gropius, celle de Taut (la no 19) était peinte de couleurs primaires.

## Principales réalisations

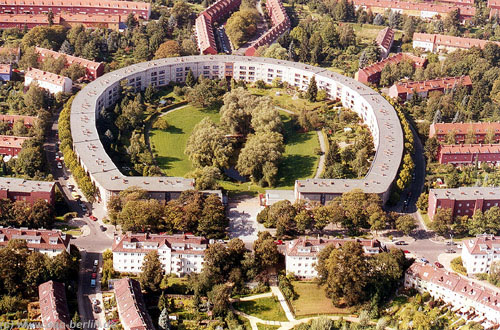
Le Hufeisensiedlung (la cité du fer à cheval) en 1925 à Berlin

- 1912-1915 : cité de la réforme, Magdebourg, Allemagne
- 1912-1916 : cité-jardin Falkenberg (Tuschkastensiedlung), Berlin
- 1914 : palais de Verre pour l'exposition du Werkbund (détruit) Cologne, Allemagne
- 1924-1930 : cité Schillerpark, Berlin
- 1925-1927 : cité Britz (Hufeisensiedlung), Berlin, Allemagne
- 1926-1927 : maison de l'architecte, Dahlewitz, dans les environs de Berlin, Brandebourg, Allemagne
- 1927 : ensemble du Weißenhof, Stuttgart, Allemagne
- 1927-1928 : ensemble résidentiel Ossastraße, Berlin
- 1927-1928 : complexe résidentiel Grellstrasse, Berlin
- 1929-1930 : ensemble Carl Legien, Berlin
- 1926-1932 : ensemble Onkel Toms Hütte, Berlin
- 1930-1932 : école à Senftenberg, Allemagne
- 1931-1932 : école professionnelle à Senftenberg
- 1924-26 et 1926-36 : ensemble de logements coopératifs « Freie Scholle » à Trebbin
- 1936 : villa Okura à Tokyo, en collaboration avec Gonkuro Kume
- 1936 : villa Hyuga à Atami, Japon
- 1937-1940 : faculté des lettres d'Ankara, Turquie

## Reconnaissance
Trois des cités construites à Berlin avant 1930 ont été inscrites au Patrimoine mondial de l'UNESCO.

## Galerie

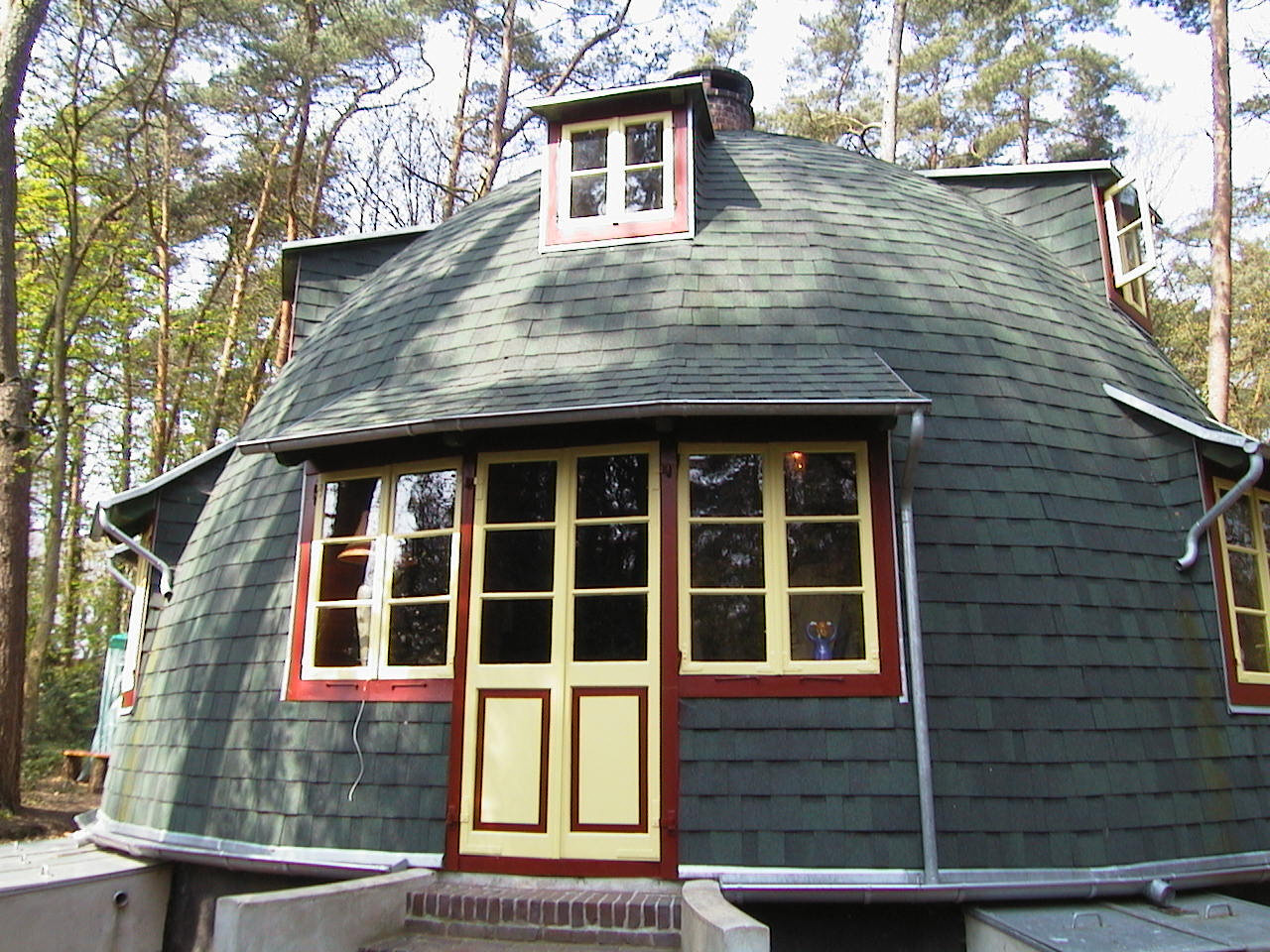
Le Worpsweder Käseglocke (la cloche à fromage de Worpswede), (1926)
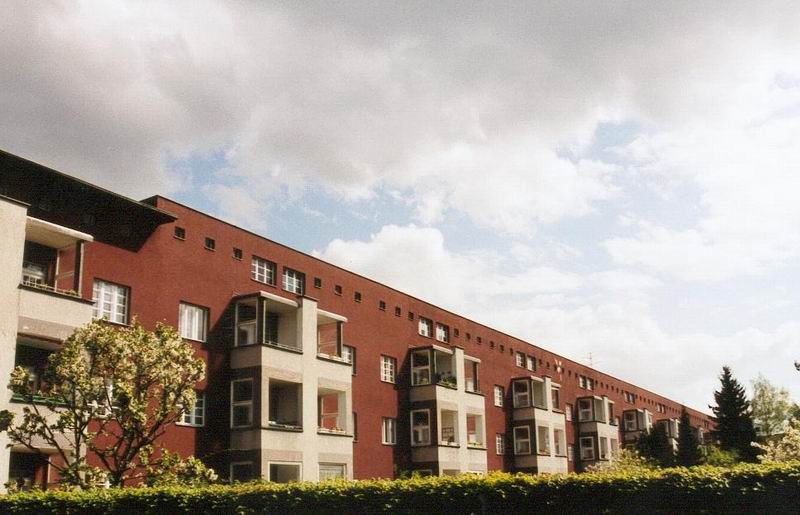
Façades rouges des bâtiments du Hufeisensiedlung, Berlin (1925-1927)
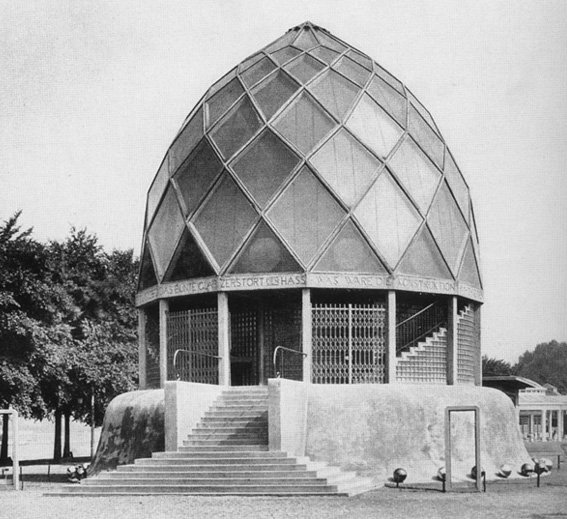
palais de glace pour l'exposition du Werkbund (en 1914)
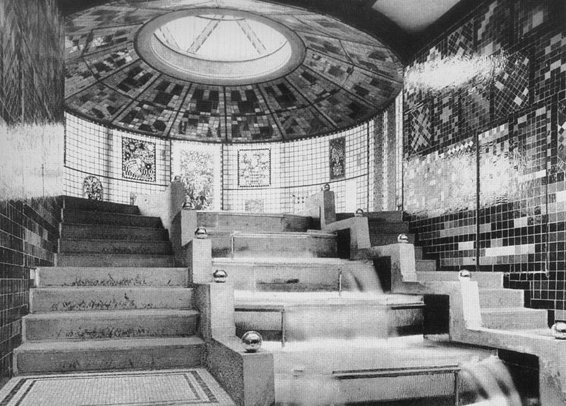
intérieur palais de glace (en 1914)
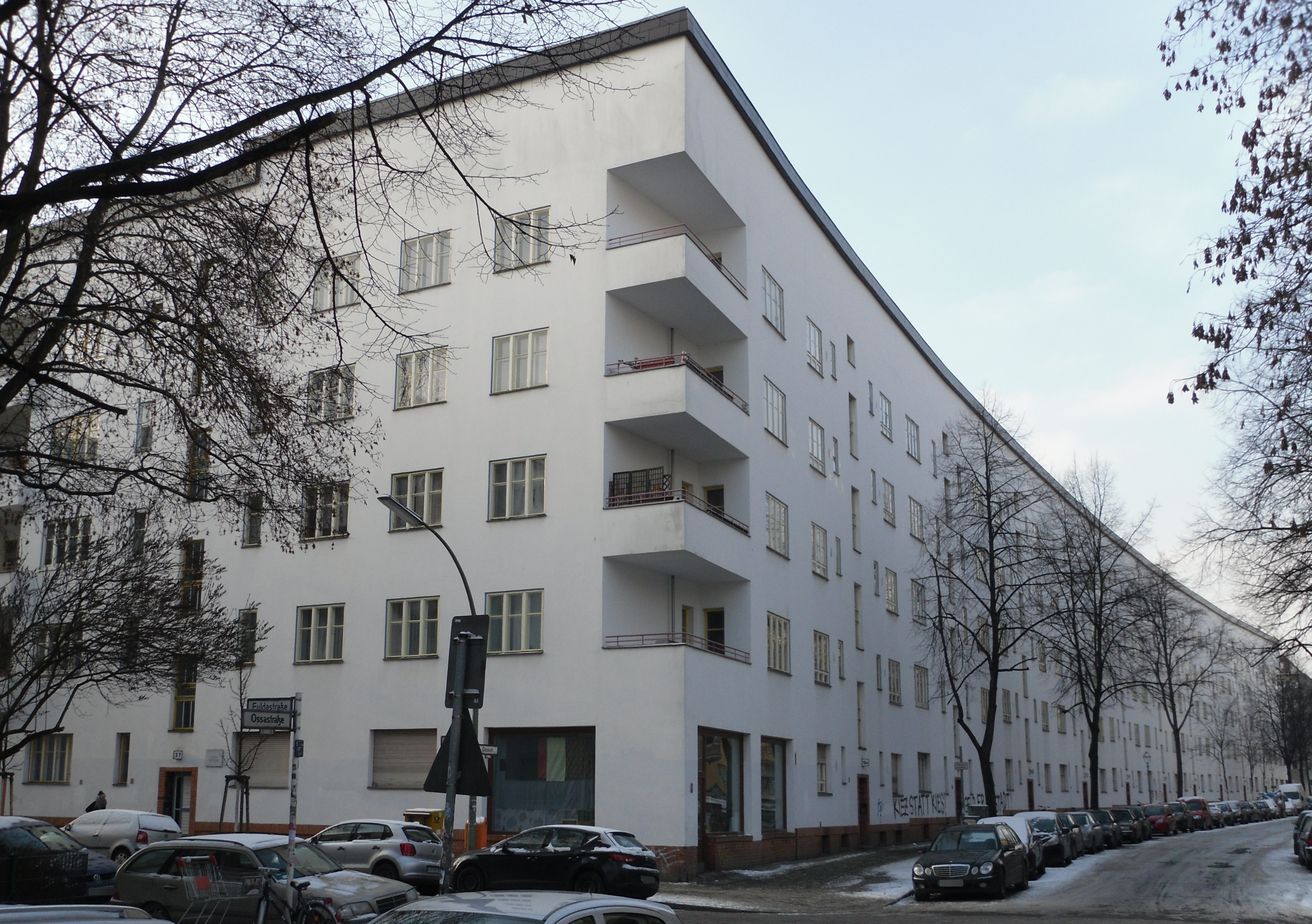
ensemble résidentiel Ossastraße, Berlin (1927-1928), état en janvier 2014
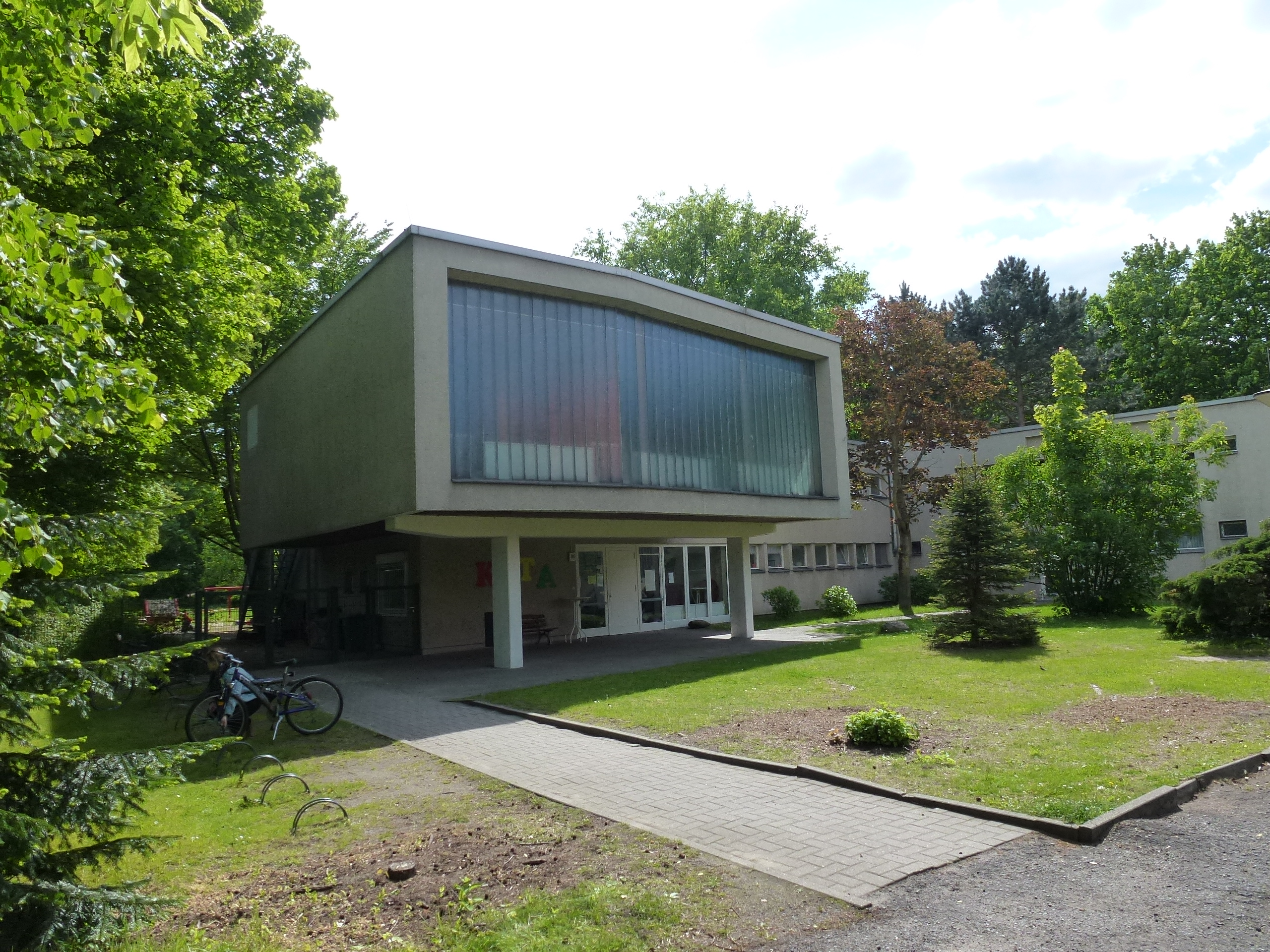
cité Britz (Hufeisensiedlung), Berlin (1925-1927)
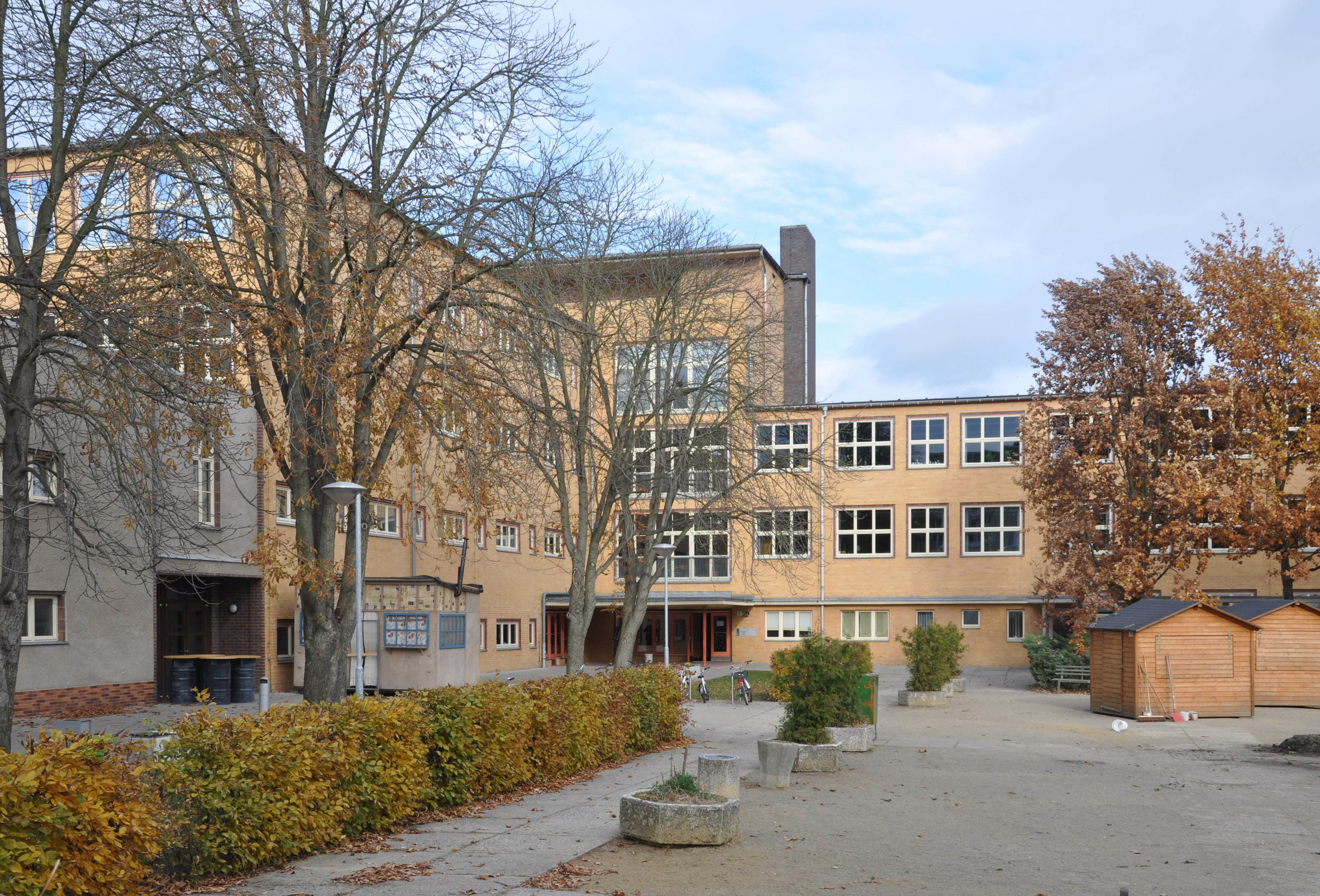
école à Senftenberg (1930-1932)
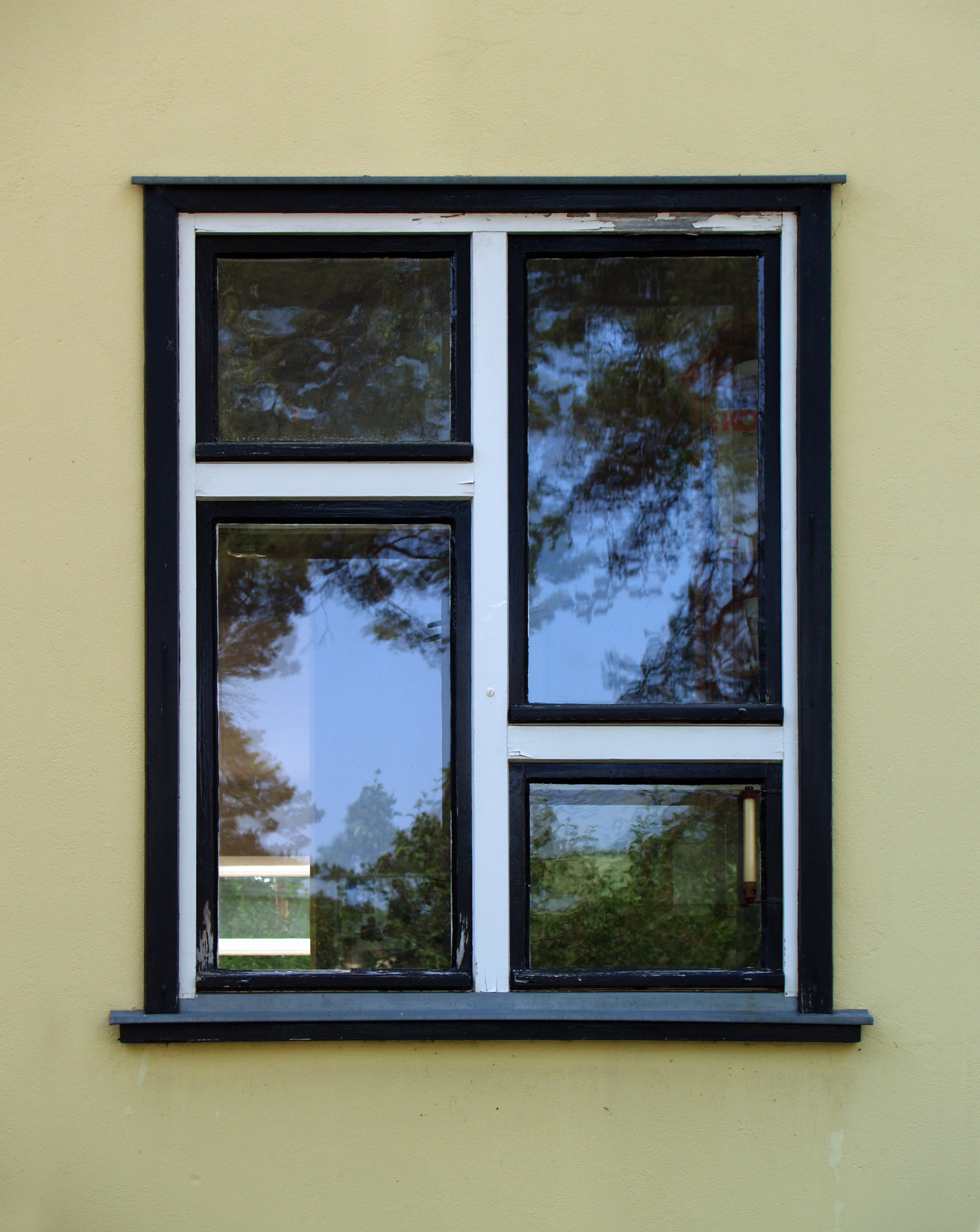
détail, ensemble Onkel Toms Hütte, Berlin (1926-1932)